# Палата оранжерије
Палата оранжерије је палата која се налази у парку Сасуси у Потсдаму, у Немачкој. Позната је и као Нова оранжерија на Клаусбергу, или само Оранжерија. Саграђена је по налогу „Романтичара на престолу“, краља Фридриха Вилхелма IV од 1851. до 1864.

## Позадина
Изградња Оранжерије је почела планом за главну улицу или улицу тријумфа. Требало је да почне код тријумфалне капије, источно од парка Сасуси, и да се заврши код Белведера на Клаусбергу. Висинска разлика је требало да се избалансира вијадуктима.
Осврћући се на северну страну Галерије слика и Нове одаје Сасуси палате из времена Фридриха Великог, Фридрих Вилхелм IV је скицирао још нових зграда, које би красиле његову два километра дугу Via Triumphalis.
Због политичких немира у том периоду (Немачка револуција) и недостатка финансијских средстава, гигантски пројекат никада није остварен. Само су Палата Оранжерије и Тријумфална капија реализовани.

## Палата
Изградња Палате оранжерије почела је по нацртима архитеката Фридриха Августа Штулера, Фридриха Лудвига Перзијуса и Лудвига Фердинанда Хесеа.
Зграда, са 300 метара дугачким фронтом, изграђена је у стилу италијанске ренесансе, по угледу на Вилу Медичи у Риму и Уфици у Фиренци.
Средња зграда са својим кулама близнакињама је права палата. Ова зграда је спојена са 103 метра дугачком и 16 метара широком салом за биљке, са прозорима скоро од плафона до пода на јужној страни. У западној сали још увек је присутан и функционише оригинални систем подног грејања. У нишама дуж баштенске стране анекса замка налазе се алегоријске фигуре месеци и годишњих доба. У угаоној згради на крају Оранжерије били су краљевски станови и одаје за послугу.
Испред перистила, Елизабета, жена Фридриха Вилхелма IV, наложила је да се подигне статуа краља in Memoriam након његове смрти 1861.

## Унутрашњост Оранжерије
Иза портика, у средњој згради, налази се Рафаелова дворана на два спрата. Заснована је на Краљевској сали (Sala Regia) у Ватикану. Преко великог светларника на високом замагљеном плафону, светлост пада у салу Музеја. На зидовима обложеним црвеном свилом виси преко педесет копија ренесансних слика и фресака. Фридрих Вилхелм IV наследио је дела од свог оца, пруског краља Фридриха Вилијама III, и сакупио их овде.
Краљевски станови били су опремљени у другом стилу рококоа, повезани на обе стране Рафаелове дворане. Предвиђене су као собе за госте, цара Николаја I и његову супругу Александру Фјодоровну. Царица је била омиљена сестра Фридриха Вилхелма IV, Шарлота, која се одрекла свог имена заједно са својом домовином када се удала.
Између 1949. и 2010. године у палати су се налазиле и просторије Главног архива Бранденбурга у источном крилу.

## Изградња вртова
Вртови су стилизовани у стилу италијанске ренесансе од стране баштенског архитекте Петера Џозефа Ленеа. На западу, испод анекса, пројектовао је Рајски врт 1843 - 1844. Садржи много егзотичног цвећа и лишћара. Атријум, мала зграда у средини комплекса, пројектована у античком стилу, изграђена је по плановима Лудвига Персијуса 1845. године. Садашњу ботаничку башту, са својом систематски уређеном садњом, Универзитет у Потсдаму користи као наставну башту.
Нордијски и сицилијански вртови леже на истоку. Ове потпуно различите баштенске делове је поставио Лене између 1857. и 1860. године. Мрачна, ефектна нордијска башта, са својим боровима, требало је да буде елемент планиране тријумфалне улице.
Сицилијански врт, са својим палмама, миртама, ловорима, цвећем, аркадама и фонтанама, окренут је ка југу.

## Светска баштина
Од 1990. године Оранжерија је део УНЕСКО-ве Светске баштине „Палате и паркови Потсдама и Берлина“. Палата је под управом Stiftung Preußische Schlösser und Gärten Berlin-Brandenburg.